# فیفی د اورسی
فیفی د اورسی (انگلیسی: Fifi D'Orsay؛ ‏ ۱۶ آوریل ۱۹۰۴ – ۲ دسامبر ۱۹۸۳) بازیگر، خواننده اهل ایالات متحده آمریکا بود. وی بین سال‌های ۱۹۲۹ تا ۱۹۷۳ میلادی فعالیت می‌کرد.
از فیلم‌ها یا برنامه‌های تلویزیونی که وی در آن نقش داشته‌است، می‌توان به دختر اهل کلگری، وحشی و شگفت‌انگیز، زنان همه ملت‌ها اشاره کرد.